# 加拿大印象派

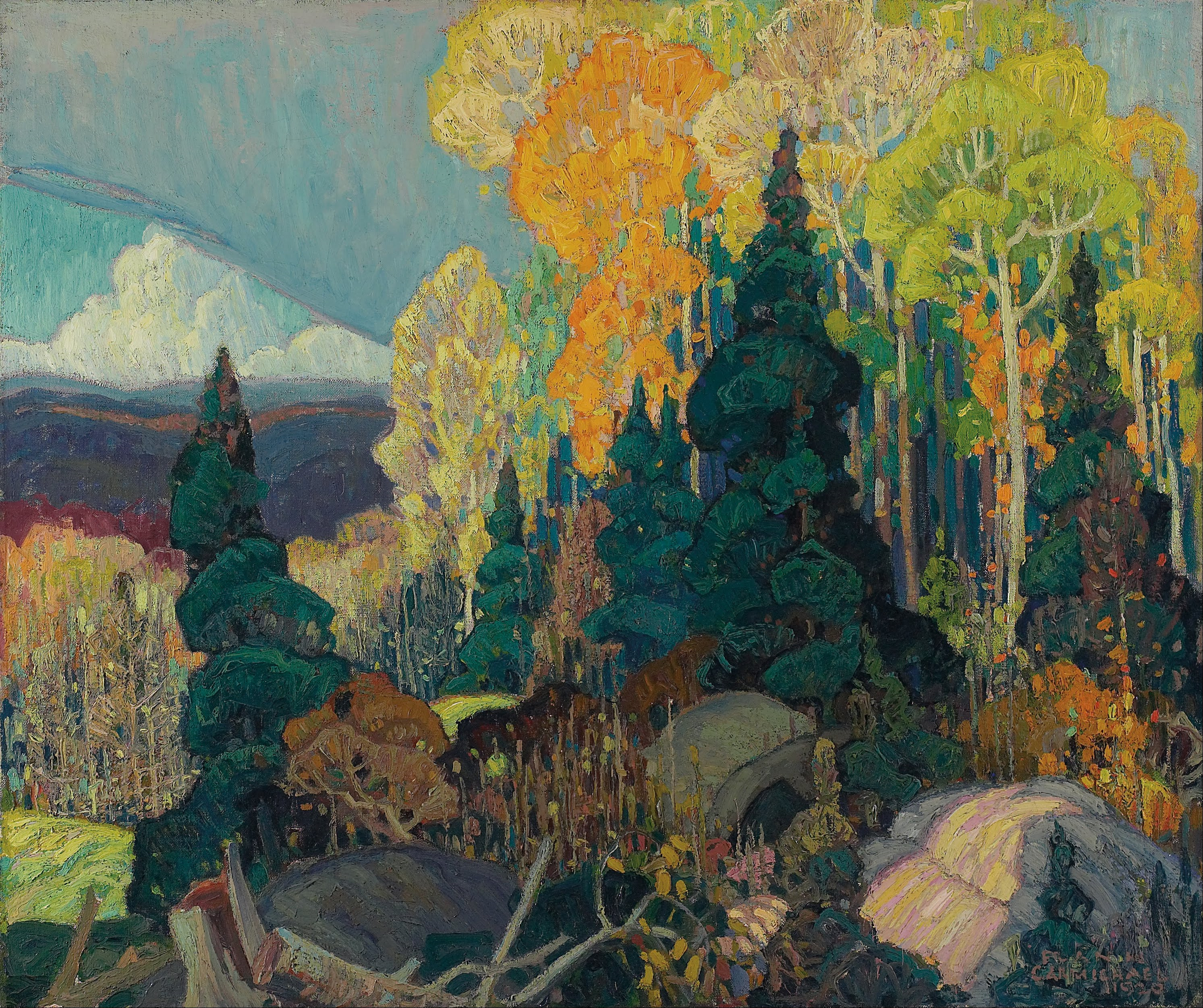
富蘭克林·卡邁克爾（Franklin Carmichael）的《秋季山坡》（Autumn Hillside）

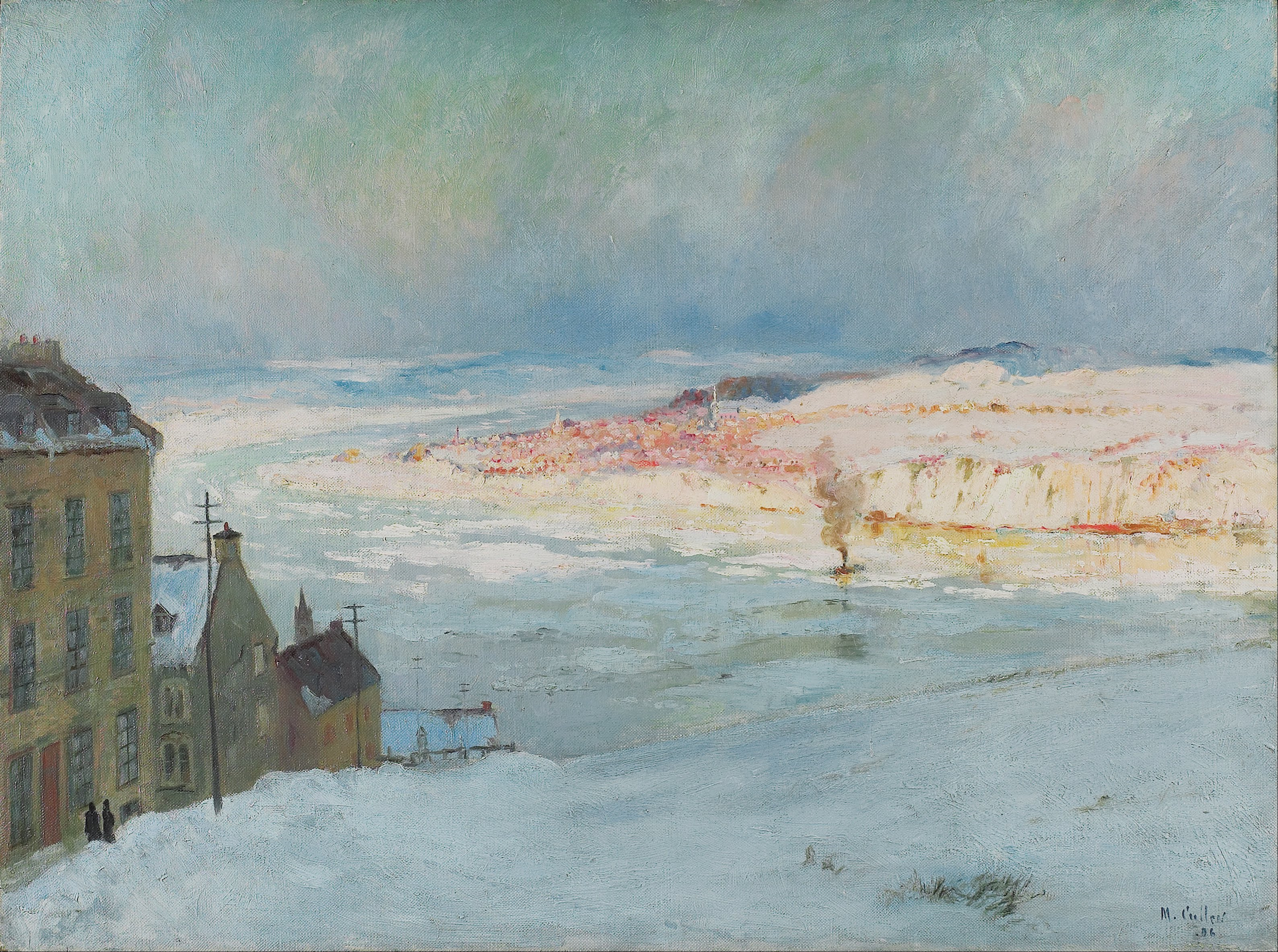
莫里斯·卡倫（Maurice Cullen）的《從魁北克瞭望的莱维》（Levis from Quebec）

加拿大印象派（英語：Canadian Impressionism）是加拿大的一個印象派畫派，在20世紀和19世紀後期出現，源自於法國印象派。加拿大印象派是加拿大的一個民族風格，對加拿大民族主義有不小的重要性。

## 代表畫家
- 亨利·博（Henri Beau）[2]
- 威廉·布萊爾·布魯斯（William Blair Bruce）[3]
- 威廉·布萊姆納（William Brymner）
- 威廉·亨利·克拉普（William Henry Clapp）[3]
- 瑪麗·艾伯塔·克萊蘭（Mary Alberta Cleland）
- 莫里斯‧卡倫（Maurice Cullen）[2]
- 歐內斯特·勞森（Ernest Lawson）[3]
- 詹姆斯·威爾遜·莫里斯（James Wilson Morrice）[2]
- 海倫·麥克尼科爾（Helen McNicoll）[4]
- 勞拉·蒙茨·萊爾（Laura Muntz Lyall）[5]